# Elena Garro

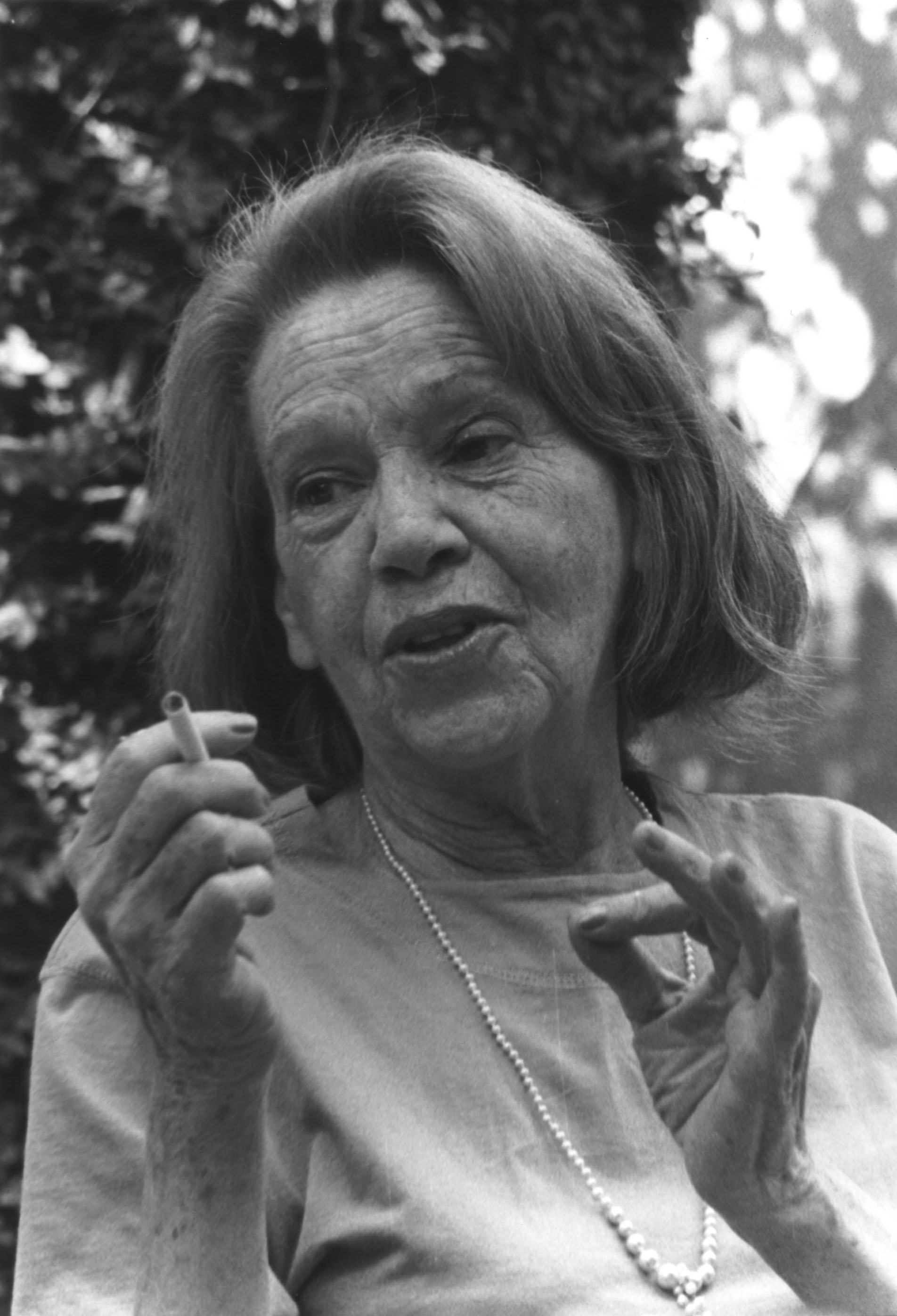
Elena Garro

Elena Garro (* 11. Dezember 1916, nach anderen Angaben: 1917 oder 1920, in Puebla, Mexiko; † 22. August 1998 in Cuernavaca) war eine mexikanische Schriftstellerin und Dramenautorin.

## Leben
Elena Garro wuchs als Tochter eines spanischen Vaters und einer mexikanischen Mutter in Iguala, Mexiko, auf. Obwohl sie keinerlei formale Schulbildung genossen hatte, sondern von Privatlehrern erzogen worden war, trat sie 1936 ihre Studien an der Universidad Nacional Autónoma de México in Mexiko-Stadt an, was zur damaligen Zeit durchaus unüblich für eine junge Frau war. Ihre Karriere als Balletttänzerin und Choreographin fand 1937 ein jähes Ende durch die Hochzeit mit Octavio Paz, der sie vor dem Standesamt volljährig erscheinen lassen wollte (daher die unterschiedlichen Geburtsdaten in ihren Dokumenten). Den Beginn des Spanischen Bürgerkriegs erlebte sie mit ihrem Mann im Kreis der Alianza de Intelectuales Antifascistas in Valencia. Danach verbrachte das Paar einige Jahre in New York, Paris und Japan. In den 1960er Jahren bestimmte die Scheidung von ihrem dominanten Mann den weiteren Lebensweg Garros, die feststellen musste, dass sie mit der Auflösung ihrer Ehe auch ihre mexikanische Staatsbürgerschaft verloren hatte. Mit ihrer Tochter Helena Paz irrte sie von da an als Legende gewordene Mutter-Kind-Dyade durch verschiedene Länder (USA, Frankreich, Spanien) und kehrte erst 1991 nach Mexiko zurück. Immer wieder gelang es ihr, sich zwischen alle Stühle zu setzen: Den Konservativen zu 'links' (man bezichtigte sie z. B. der Führerschaft des mexikanischen Studentenaufstands von 1968), den Linken zu konservativ, da sie sich als Monarchistin und gläubige Katholikin bekannte, galt sie als schillernde Persönlichkeit, die etwa Sozialkritik mit luxuriösem Lebensstil zu vereinen suchte. In ihren letzten Lebensjahren soll sie einer krankhaften Paranoia verfallen sein, bis sie schließlich, nur von ihren zahlreichen Katzen umgeben, verarmt und einsam in Cuernavaca (Mexiko) starb.

## Preise und Auszeichnungen
- Premio Xavier Villaurrutia (1963)
- Premio Sor Juana Inés de la Cruz (1996)
- Premio Grijalbo (1989)

## Werk

### Dramen
In den 1950er Jahren begann Garro mit ihren teils zum absurden, teils zum existentialistischen Theater gezählten Einaktern internationales Aufsehen zu erregen. Un hogar sólido (Uraufführung 1957; deutsch: Ein festes Heim, 1966) ironisiert traditionelle Familienverhältnisse, da sich das „feste Heim“ als Krypta voller „lebender Toter“ herausstellt. Märchenhafte und magisch-mythische Elemente mischen sich mit feministischer Gesellschaftskritik, die aber nur indirekt angedeutet, in poetischer Sprache in traumähnliche Visionen umgesetzt wird.
Ihr Dreiakter Felipe Ángeles (1979) hat einen der Gescheiterten der Mexikanischen Revolution kurz vor seiner Erschießung zum Titelhelden.

### Romane
Berühmt wurde Elena Garro auch durch ihre Romane; Los recuerdos del porvenir (1963; deutsch: Erinnerungen an die Zukunft, 1989) soll zum Beispiel mit seinen magischen Elementen starken Einfluss auf den jungen Gabriel García Márquez ausgeübt haben.
In den späteren Texten (etwa ab 1980) schlägt sich hingegen das autobiographische Element des Verfolgungswahns immer deutlicher nieder: Ihnen allen ist eine (meist weibliche) Hauptfigur gemeinsam, die von unheimlichen Mächten bedroht und verfolgt wird, hinter denen auch politische Instanzen stehen. Ihre (Anti)Helden sind Künstlertypen, Außenseiter, teilweise rätselhaft ambivalente Frauen wie die Titelfigur aus Testimonios sobre Mariana (1981; Zeugenaussagen über Mariana), die von drei Erzählern ganz unterschiedlich dargestellt wird, z. T. unscheinbare Existenzen wie Eugenio Yáñez, ein unbedarfter Kleinbürger, der quasi 'aus Versehen' in eine Arbeiterrevolution gerät und zu deren Märtyrer wird (Y Matarazo no llamó..., 1991; Doch Matarazo rief nicht an). In einigen Werken dieser Spätphase sind auch Anklänge an den Kriminalroman zu bemerken (z. B. in La casa junto al río, 1983; Das Haus am Fluss).
Elena Garro experimentiert immer wieder mit der literarischen Form, speziell der Erzählperspektive; so ist Los recuerdos del porvenir aus der Sicht eines kollektiven Ich, der Kleinstadt Ixtepec, erzählt. Bereits im Titel klingt ein zyklisches Zeitverständnis an, wie es für die Strömung des Magischen Realismus charakteristisch ist (García Márquez zeigte sich nach eigenen Angaben von der Lektüre inspiriert und verarbeitete sie später in Hundert Jahre Einsamkeit). Thematisch orientiert an der Revolution der Cristeros während der späten 1920er Jahre in Mexiko, lebt Garros Roman vom Gegensatz zwischen roher militärischer Gewalt und der Macht der Fantasie. Auf derselben Linie bewegen sich die Erzählungen von La semana de colores (1964; Die Woche in Farben), in denen Kinder oder ausgegrenzte Randfiguren im Mittelpunkt stehen, die in Gegensatz zur rationalen Welt der Erwachsenen leben.

### Bibliographie

#### Spanisch

##### Drama
- Un Hogar Sólido y otras piezas. Ilustr. por Juan Soriano. Xalapa: Univ. Veracruzana, 1983.
- Felipe Ángeles. México 1979.
- La señora en su balcón. México: Plaza y Valdés, 1994. ISBN 968-856-379-X
- Sócrates y los gatos. México: Ed. Océano de México, 2003. ISBN 970-651-708-1

##### Roman
- Los recuerdos del porvenir. México: Joaquín Mortiz, 1963. Neuauflage: 7. reimpr. Mexico: Mortiz, 1987.
- Testimonios sobre Mariana. México: Grijalbo, 1981.
- Reencuentro de personajes. México 1982, Neuauflage: México, D.F.: Grijalbo, 1997.
- Andamos huyendo Lola. México 1980, Neuauflage: 2. ed. Col. del Valle: Mortiz [u. a.], 1994. ISBN 968-27-0591-6
- La casa junto al río. México: Grijalbo, 1983. ISBN 968-419-217-7
- Y Matarazo no llamó... México 1991. Neuauflage: 3. ed. México: Grijalbo, 1993. ISBN 970-05-0040-3
- Inés. México: Grijalbo, 1995. ISBN 970-05-0616-9
- Busca mi esquela & Primer amor. 2. ed. Monterrey: Castillo, 1998. (Colección Más allá; 14) ISBN 968-7415-36-3
- Un traje rojo para un duelo. Monterrey: Castillo, 1996. ISBN 968-7415-51-7
- Un corazón en un bote de basura. México: Mortiz, 1998. ISBN 968-27-0672-6
- Mi hermanita Magdalena. Monterrey: Castillo, 1998. ISBN 970-20-0062-9
- La vida empieza a las tres. Monterrey: Castillo, 1997. ISBN 968-7415-91-6

##### Erzählungen
- La semana de colores. Xalapa 1964. Neuauflage: México: Grijalbo, 1993. ISBN 968-419-882-5
- El accidente y otros cuentos inéditos

##### Autobiographisches
- Memorias de España 1937. México: Siglo Veintiuno, 1992. ISBN 968-23-1827-0

##### Reportage
- Revolucionarios mexicanos

#### Deutsch
- Ein festes Heim. Sechs Einakter. Wien: Universal-Edition, 1966. Übers. v. Konrad Schrögendorfer
- Erinnerungen an die Zukunft. Roman. Frankfurt am Main: Suhrkamp, 1989. Deutsch von Konrad Schrögendorfer. Neuauflage 2003 bei Wagenbach

## Sekundärliteratur
- Callao, Sergio: La doble memoria de la loca. in Revista de Crítica Literaria Latinoamericana. Lima-Hanover 2001
- Melgar, Lucía; Gabriela Mora: Elena Garro: lectura múltiple de una personalidad compleja. Puebla: Benemérita Univ. Autónoma de Puebla, 2002. ISBN 968-863-628-2
- A different reality: Studies on the work of Elena Garro, ed. by Anita K. Stoll. Lewisburg, Pa.: Bucknell Univ. Press, 1990. ISBN 0-8387-5166-0
- Rosas Lopátegui, Patricia: Yo sólo soy memoria: biografía visual de Elena Garro. Mexico: Ed. Castillo, 2000. ISBN 970-20-0088-2
- Rosas Lopátegui Patricia: "Testimonios sobre Elena Garro". Biografía exclusiva y autorizada de Elena Garro, Monterrey, México, Ediciones Castillo, 2002. ISBN 970-20-0285-0
- Rosas Lopátegui Patricia: "El asesinato de Elena Garro. Periodismo a través de una perspectiva biográfica", México, Porrúa, 2005. ISBN 970-07-6159-2
- Winkler, Julie A.: Light into shadow: marginality and alienation in the work of Elena Garro. New York; Vienna: Lang, 2001. (Currents in comparative Romance languages and literatures; 76) ISBN 0-8204-4071-X